# Neoplocaederus parvulus
Neoplocaederus parvulus es una especie de escarabajo longicornio del género Neoplocaederus, tribu Cerambycini, subfamilia Cerambycinae. Fue descrita científicamente por Müller en 1942.

## Descripción
Mide 16-20 milímetros de longitud.

## Distribución
Se distribuye por Somalia.